# Georg Berlich
Georg Berlich, latinisiert Georgius Berlichius, (* 20. Mai 1600 in Frauenprießnitz oder in Laucha; † 15. März 1671 in Merseburg) war ein deutscher evangelischer Theologe. Er war Stiftsuperintendent, Domherr und Dekan des Stifts St. Sixti in Merseburg, Konsistorialrat im Konsistorium Merseburg sowie Rittergutsbesitzer. 

## Leben
Georg Berlich stammte aus einer thüringischen Beamtenfamilie. Sein Vater Peter Berlich war Amtmann des Amtes Tautenburg und Landrichter in Bürgel. 
Berlich schlug wie seine Vorfahren eine Verwaltungslaufbahn ein und studierte ab 1620 Theologie an der Universität Jena mit dem Abschluss als Magister. Nach ersten Pfarrstellen in Sandersdorf und Benndorf wurde er 1641 Oberpfarrer in Laucha an der Unstrut. 1644 wurde Berlich an der Universität Leipzig zum Lic. theol., am 31. August 1652 zum Dr. theol. promoviert. Er wurde Stiftsuperintendent, Domherr und Dekan des Stifts St. Sixti in Merseburg und Konsistorialrat im Konsistorium Merseburg. In dieser Eigenschaft war er an der Erarbeitung zahlreicher Leichenpredigten beteiligt, von denen einige im Druck erschienen und somit sich bis heute erhalten haben.
Georg Berlich war Erbherr auf Geiselröhlitz, wo er das dortige Rittergut besaß, zu dem auch Zinseinnahmen aus Schortau gehörten, auf die später auch die Grafen von Brühl Anspruch hatten. 
Verheiratet war er mit Margaretha geborene Lützen. Aus der Ehe gingen u. a. Johann Georg Berlich und die 1628 geborene Tochter Christina Berlich hervor, die später den Universitätsprofessor Georg Möbius in Leipzig heiratete.
Georg Berlich starb an den Folgen eines plötzlichen Schlaganfalls bei einer Predigt auf der Kanzel.

## Epitaph

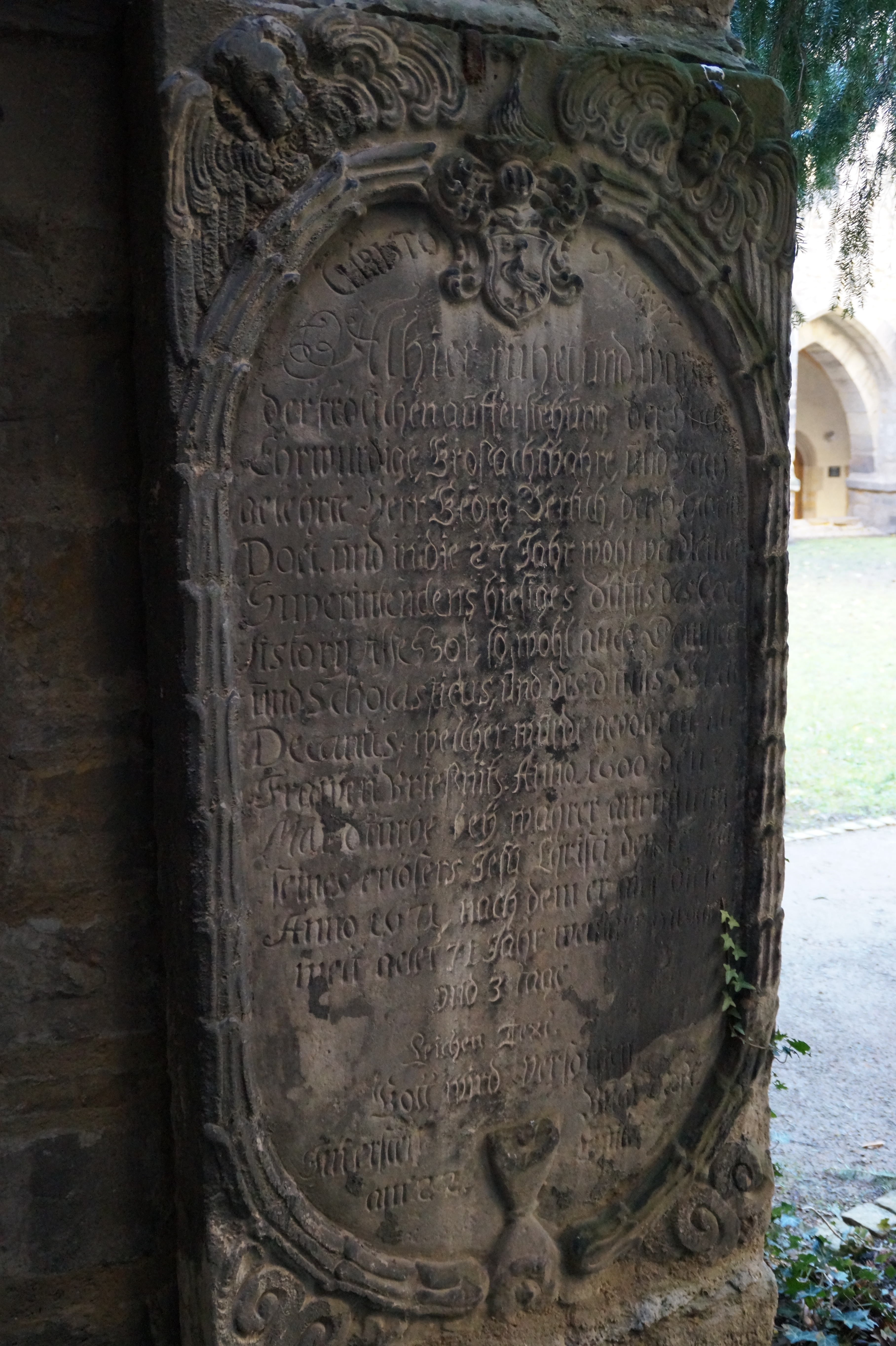
Epitaph von Georg Berlich im Kreuzgang des Merseburger Doms

Sein Epitaph befindet sich im Kreuzgang des  Merseburger Doms. Die Inschrift lautet:

„CHRISTO SACRUM
Alhier ruhet und wartet
der fröhlichen auferstehung der Hoch-
Ehrwürdige, Großachtbahre und Hoch-
gelehrte Herr Georg Berlich, der h. Schrift
Doct. und in die 27 Jahr wohlverdienter
Superintendens hiesiges Stiffts, des Con-
sistorij Assessor, sowohl auch Domherr
und Scholasticus, und des Stiffts S. Sixti
Decanus, welcher wurde geboren in
Frauenpriesnitz Anno 1600, den 20.
Mai. [...] bey wahrer anrufung
seines erlösers Jesu Christi, den 15. Martii
Anno 1671, nachdem er auf dieser
welt geleb. 71 Jahre weniger 2 Monate
und 3 Tage.
Leichen Text
Gott wird Versorgen
In [...]      [...]
am 22.      Martii“